# Schwerter-Haus

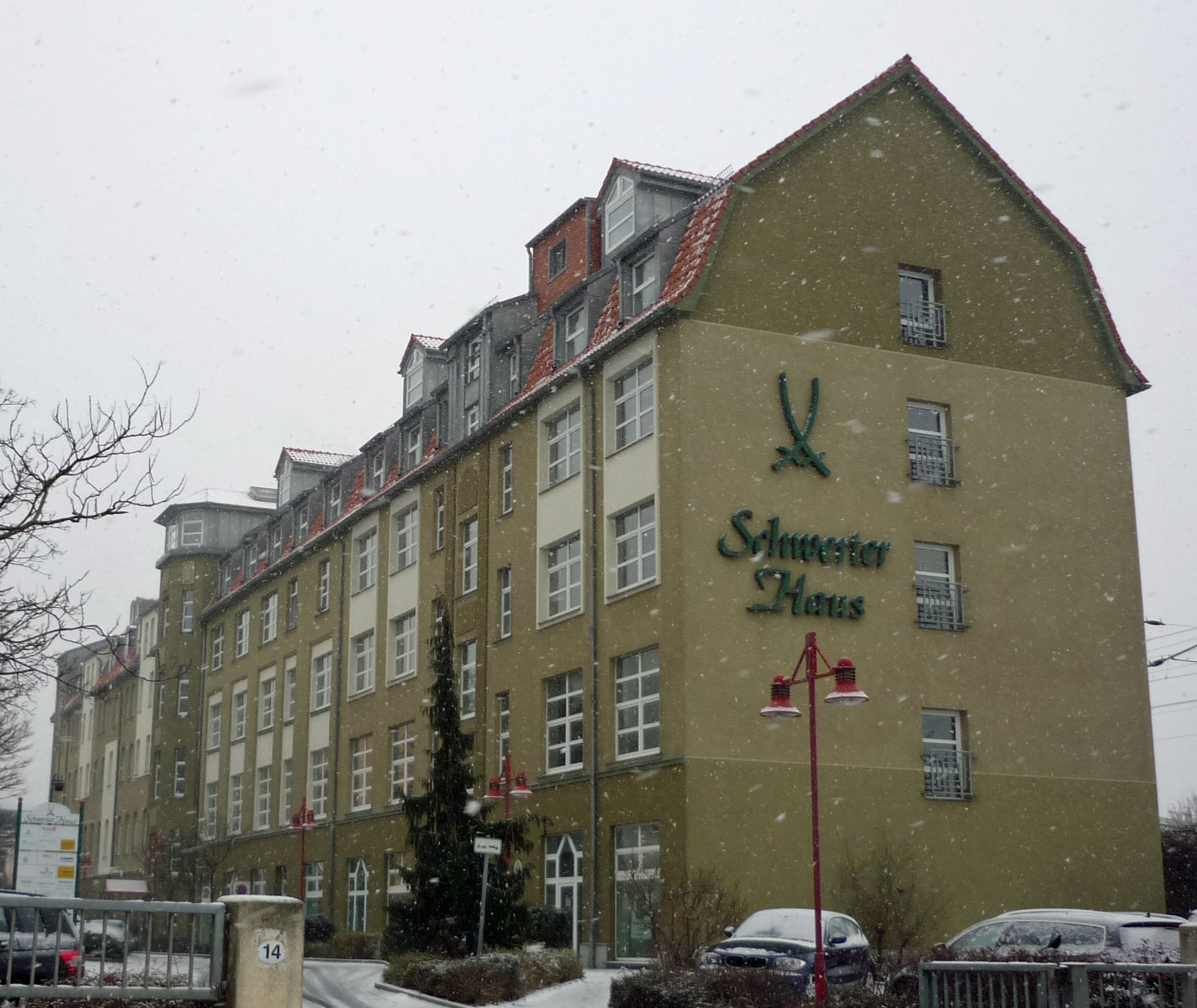
Schwerterhaus in Dresden-Plauen

Das Schwerter-Haus ist ein ehemaliges Fabrikgebäude, welches einmal auch teilweise für Wohnzwecke genutzt wurde in Dresden-Plauen, Würzburger Straße 14. Das Haus steht unter Denkmalschutz (ID-Nr. 09216040) und gilt als typisches Beispiel für die Industriearchitektur um 1910. Es wird heute als Geschäfts- und Bürogebäude genutzt.

## Geschichte
In diesem Haus stellte die Dresdner Schokoladenfabrik Riedel & Engelmann viele Jahre Kakao- und Schokoladenprodukte unter den Markennamen "Schwerter-Schokolade" her. Die Produktionsräume der Fabrik waren im Erdgeschoss untergebracht. Die erste Etage und auch Teile des Kellers gehörten bis 1945 ebenfalls zur Fabrik und wurden als Lager benutzt. In den obersten Etagen waren Mietwohnungen untergebracht. Bei der Bombardierung Dresdens wurde das Gebäude zu etwa 60 Prozent zerstört, danach aber wiederaufgebaut. Die Herstellung von Schokoladenerzeugnissen erfolgte hier mit Unterbrechungen bis zum Jahre 1989. Im Jahr 1991 wurde das Gebäude an die Alteigentümer bzw. Erben rückübertragen. Es wurde anschließend umfassend saniert und zu einem Geschäfts- und Bürohaus umgestaltet. Heute befinden sich Geschäftsräume der unterschiedlichsten Branchen sowie verschiedene Arzt- und Orthopädiepraxen im Haus.

## Geschichte der Chocoladen- und Zuckerwarenfabrik Riedel & Engelmann

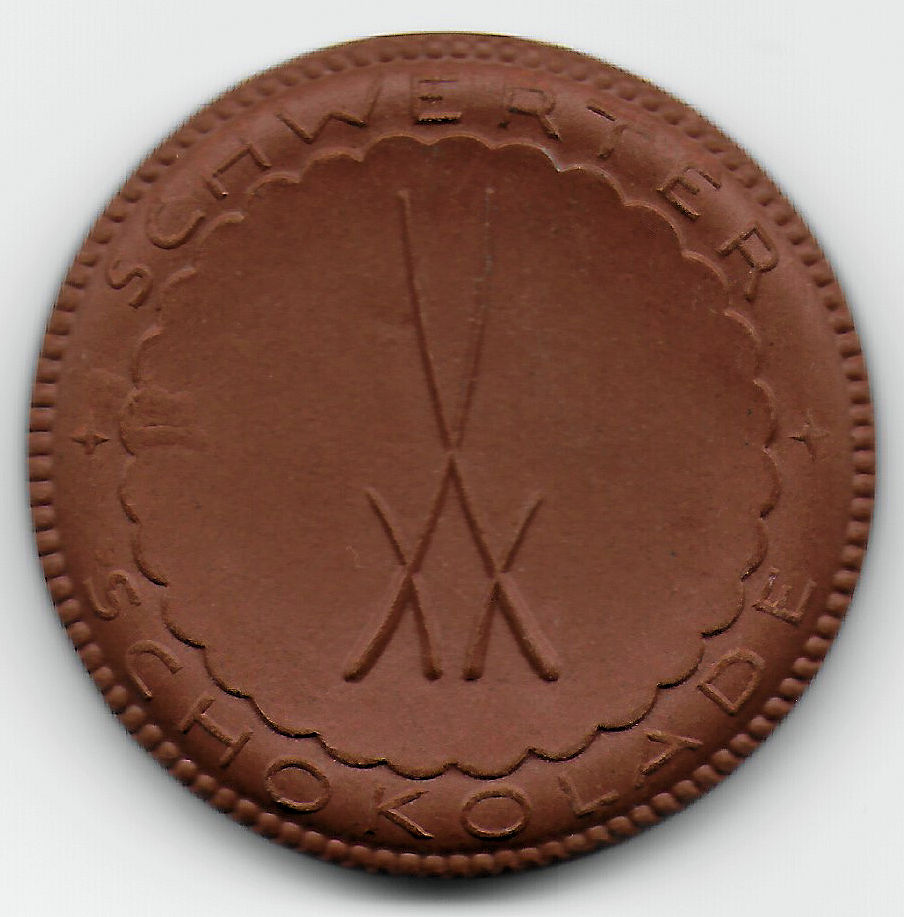
Vorderseite der Werbemedaille von Riedel & Engelmann aus Böttgersteinzeug 1921

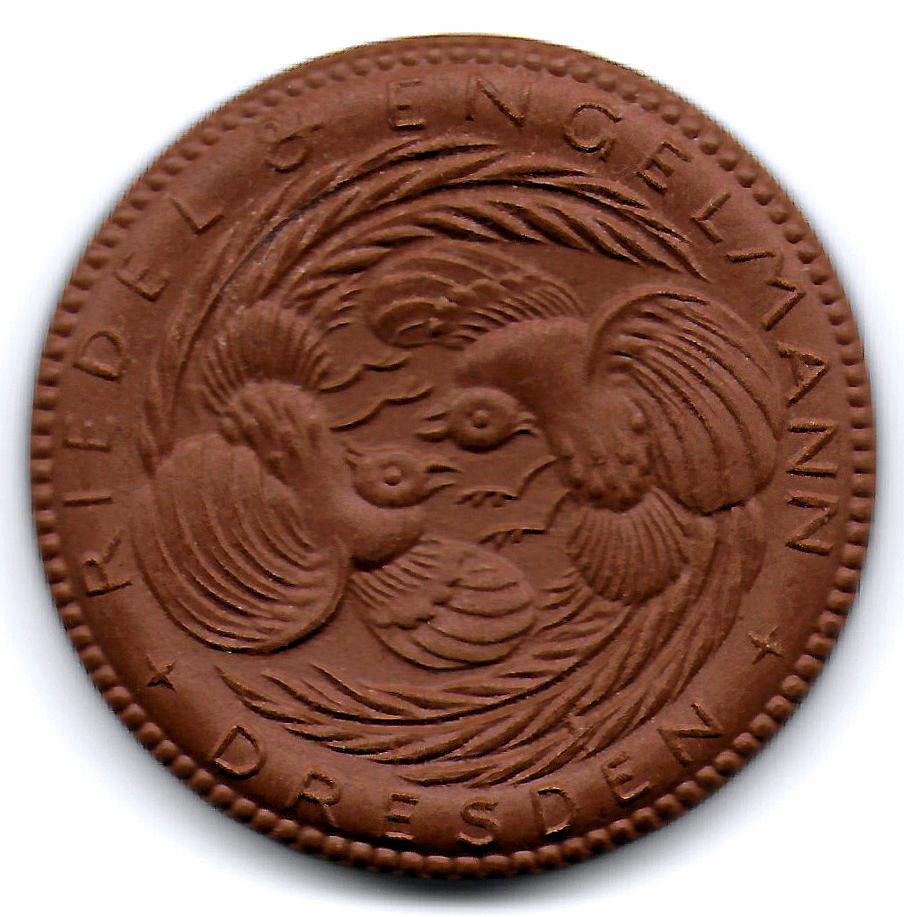
Rückseite der Werbemedaille von Riedel & Engelmann aus Böttgersteinzeug 1921

Das Unternehmen wurde im September 1888 in der Rosenstraße 88 gegründet. Es gehörte zu den einst zahlreichen Dresdner Schokoladenfabriken. Eigentümer der Chocoladen- und Zuckerwarenfabrik waren Oswald Heinrich Riedel und Carl Rudolf Johannes Engelmann. Im Jahre 1890 erfolgte die Verlegung des Betriebes in die damals noch selbstständige Gemeinde Plauen, Falkenstraße 38. Um 1900 zog man in die Falkenstraße 54 als Cacao-, Chocoladen- und Zuckerwaren-Fabrik Riedel & Engelmann. Ab 1917 legte man sich auch noch den Beinamen Marmeladen- und Fruchtkonservenfabrik zu. Außerdem betrieb man schon das Kontor in der Würzburger Straße 14, dem heutigen Schwerter-Haus. Die Firma war seit 1901 Mitglied im Verband deutscher Schokoladenfabrikanten. Man betrieb mehrere Werksverkaufsstellen in Dresden und belieferte die Geschäfte der Stadt.
Unter dem Markennamen "Schwerter-Schokolade" produzierte man um 1905 in der Zwickauer Straße 118 verschiedene Schokoladenartikel aber auch andere Süßwaren. Die Schokoladenartikel wurden dabei auch an die Hofhaltungen vom sächsischen Königshaus geliefert. Als Anerkennung und Dank für die qualitativ hervorragenden Erzeugnisse, gestattete man der Firma um 1890 die gekreuzten Kursächsischen Schwerter auf ihren Produkten und der Verpackung zu führen. Bekannt waren die Produkte "Schwerter-Chocolade" und "Schwerter-Cacao". Nach dem Tod der beiden Inhaber, O. H. Riedel verstarb am 12. Juli 1910, C. R. J. Engelmann verstarb am 3. August 1915, übernahm zunächst die Witwe von C. R. J. Engelmann, Helene Margarethe Mathilde Engelmann als neue Inhaberin die Firma. Geführt wurde das Unternehmen zunächst von Carl Friedrich Martin Schmidt und den beiden Prokuristen Max Emil Roßner und Ernst Hermann Näke. Die Führung des Unternehmens oblag dennoch formal den damals noch minderjährigen Töchtern der Firmengründer. Beide übernahmen erst nach dem Tod der Witwe von C. R. J. Engelmann († 15. November 1923) das Unternehmen.
Die Firma hat im Jahre 1921 Werbemedaillen aus Böttgersteinzeug sowie Biskuitporzellan in der Porzellanmanufaktur Meißen herstellen lassen. Damit wurde die "Schwerter-Schokolade" beworben. Auf der Rückseite der Medaille werden zwei kämpfende Fasane dargestellt.
Ab 1928 wurde das Unternehmen als Kommanditgesellschaft geführt. Im Jahre 1929 waren demnach Ihra Pauline Johanna verehelichte Hirschberg, ab 1931 dann verehelichte Pältz, Anna Helene Gertrud verehelichte Bormann und die Kommanditisten Max Emil Roßner, Ernst Hermann Näke, Friedrich Max Stiehl und Gustav Fritz Johannes Bormann Inhaber der Firma.
Bereits nach dem Ersten Weltkrieg kam es zu einigen Unregelmäßigkeiten in der Geschäftsführung, später gesellten sich noch wirtschaftliche Probleme hinzu, was schließlich im Jahre 1935 zum Konkurs der Firma führte. Im Anschluss wurde das Unternehmen am 1. September 1935 an die Kaufleute Walther Knaack und Max Ferdinand Hensel verkauft und blieb unter dem gleichen Handelsregistereintrag (5872), als Riedel & Engelmann eingetragen. Um 1940 änderte sich der Handelsregistereintrag in A 829. Die neuen Besitzer der Firma ließen zahlreiche Maschinen neu anschaffen und den Betrieb komplett renovieren. Man fand schnell Anschluss und bereits 1936 waren die ersten "Schwerter"-Erzeugnisse wieder auf dem Markt. Im Jahre 1941 arbeiteten in der Schokoladenfabrik 400 Personen. Wegen der Rohstoffknappheit im Zweiten Weltkrieg, vor allem an Kakao, musste die Herstellung von Schokolade und Süßwaren wieder eingestellt werden. Bis 1945 wurden nun in der Fabrik Medikamente für die Troponwerke in Köln abgepackt. Der Bombenhagel vom 13. und 14. Februar 1945 auf Dresden ließ 60 Prozent der Gebäudesubstanz in Trümmern versinken.
Nach einem teilweisen Wiederaufbau entwickelte sich 1948 eine kleine Produktion von Süßwaren auf der Basis von Rohstoffzuteilungen. Im Jahre 1959 wurde die private Firma in einen Betrieb mit staatlicher Beteiligung umgewandelt. 1972 arbeiteten dort etwa 200 Personen und es kam zur restlosen Enteignung. Durch den Anschluss an den VEB Dresdner Süßwarenfabrik „Elbflorenz“ verlor die Firma endgültig ihr einstiges Produktionsprofil. Als Betriebsteil von Elbflorenz Dresden gehörte das Unternehmen bis 1990 zum Kombinat Süßwaren.
In der Nachwendezeit fehlte es zunehmend an Aufträgen und die Produktion musste ganz eingestellt werden. Zudem leiteten bereits im Mai 1990 die ehemaligen Eigentümer eine Reprivatisierung des Unternehmens ein. Ein Nachfahre des Vorbesitzers Walther Knaack wurde nun Eigentümer. Die umfassende Sanierung der Bausubstanz sowie der Umbau für ein neues Nutzungskonzept im Gebäude erfolgte. Das "Schwerter-Haus" zählt heute zu den ersten Geschäfts- und Bürohäusern der Stadt Dresden, die nach der Wende entstanden sind.